# Paris Jackson
Paris Jackson, all'anagrafe Paris-Michael Katherine Jackson, (Beverly Hills, 3 aprile 1998), è un'attrice, modella e cantante statunitense, figlia del celebre cantautore e ballerino Michael Jackson.

## Biografia

### Primi anni

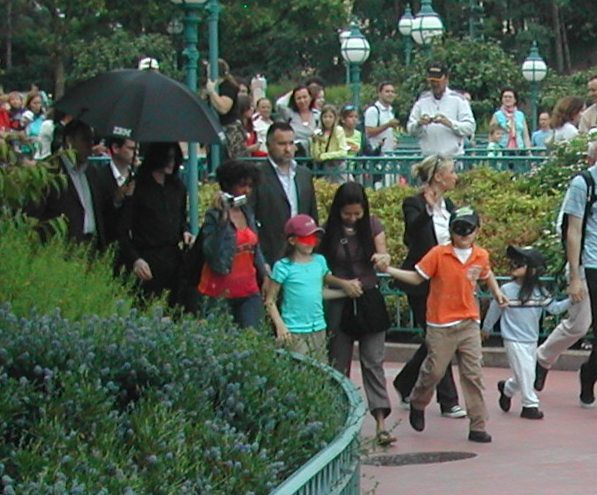
Paris Jackson (la bambina con la maglietta celeste e la mascherina rossa) insieme ai fratelli Prince e Blanket e al padre Michael a Disneyland Paris nel 2006

È nata il 3 aprile 1998 alla Spaulding Pain Medical Clinic di Beverly Hills, California, Stati Uniti. Il suo nome fa riferimento alla città francese in cui è stata concepita. È la figlia di mezzo del cantante Michael Jackson e la figlia minore di Deborah Rowe, detta "Debbie". È stata cresciuta solamente da suo padre, che l'ha ricevuta in affido dopo il divorzio dalla Rowe, nel 1999; Deborah Rowe aveva firmato un accordo prematrimoniale con Michael Jackson dove dichiarava che lui avrebbe allevato e tenuto i figli in caso di divorzio. Suo padre scelse come madrina Elizabeth Taylor e come padrino Macaulay Culkin, che lo era già stato per il fratello maggiore di Paris, Prince Michael.
La Jackson ha vissuto i primi anni coi suoi fratelli e suo padre al Neverland Ranch, dopodiché, a causa del processo subito dal padre nel 2005 per presunti abusi sessuali su minori, dal quale venne assolto su tutti i capi di imputazione, e al conseguente abbandono del ranch, si è trasferita con loro in una serie di abitazioni tra il Bahrein, l'Irlanda, Las Vegas per poi tornare di nuovo a Los Angeles nel 2008. Dopo la morte del padre, avvenuta il 25 giugno 2009, seguendo le ultime volontà lasciate nel testamento, lei e i suoi fratelli sono stati affidati alla loro nonna paterna, Katherine Jackson, e si sono trasferiti con lei prima nella villa familiare di Encino e in seguito in una villa a Calabasas, sempre in California.
Il 7 luglio del 2009 Paris è comparsa insieme ai suoi familiari al memorial e funerale pubblico organizzato per il padre, dove è stata l'ultima a parlare pubblicamente prima della chiusura, definendo suo padre «il miglior padre che voi possiate mai immaginare».
Nel 2012, dopo che Katherine Jackson ha perso il contatto con i suoi nipoti per 10 giorni scatenando una drammatica spaccatura familiare che ha richiesto un po' di tempo per richiudersi, l'allora trentaquattrenne cugino di Paris, TJ Jackson (il figlio più giovane del fratello di Michael, Tito Jackson), è stato nominato co-tutore di Prince, Paris e Blanket insieme alla nonna Katherine, che ha presentato la documentazione per trasferire la piena tutela a TJ nell'ottobre 2017.
Paris e suo fratello Prince hanno frequentato la Buckley School, una scuola privata a Sherman Oaks, California, Stati Uniti.

### Carriera artistica
Dopo essere apparsa brevemente da bambina, assieme al padre e ai fratelli, nei documentari Living with Michael Jackson e Michael Jackson's Private Home Movies, entrambi del 2003, nel 2011 la Jackson è stata scritturata per recitare nel film di fantascienza per bambini Lundon's Bridge and the Three Keys, una storia tratta da un libro scritto da Dennis Christen. Il film però non è mai stato realizzato, principalmente a causa dell'opposizione di parte dei suoi familiari, che preferivano che la ragazza finisse gli studi prima di intraprendere quella carriera.
Nel gennaio 2017 è apparsa sulla copertina di Rolling Stone e nel marzo dello stesso anno ha firmato un contratto di modella con IMG Models. Sempre a marzo ha debuttato come attrice con un ruolo da ospite in FOX’s Star. Nel 2018 ha debuttato sul grande schermo con il film Truffatori in erba. Nel 2019 è stata scritturata per una parte nel film indipendente The Space Between di Rachel Winter e nella terza stagione della serie TV Scream intitolata Scream: Resurrection. La Jackson ha inoltre iniziato ad esibirsi come cantante e musicista in alcuni locali con il fidanzato e compagno di band, i Soundflowers, Gabriel Glenn.
Il 23 giugno 2020 ha pubblicato il suo primo album intitolato semplicemente The Soundflowers, anticipato dal singolo Your Look (Glorious), e dal relativo videoclip, condiretto da suo fratello Prince Jackson, pubblicizzato da un reality show con protagonista Paris e il suo compagno intitolato Unfiltered: Paris Jackson and Gabriel Glenn e trasmesso da Facebook Watch a partire dal 30 giugno. L'annuncio che Paris sarebbe stata il prossimo protagonista del film Habit interpretando il ruolo di Gesù ha sollevato molte polemiche da parte di molte organizzazioni cristiane dato che, secondo alcune indiscrezioni, nella pellicola il messia viene ritratto come una lesbica che si abbandona ad effusioni con un'altra donna.
Il 30 ottobre 2020 è uscito il suo primo singolo da solista, Let Down, che ha anticipato l'uscita del suo primo album da solista, wilted, pubblicato il 13 novembre 2020. Dopo l'uscita del secondo singolo, eyelids, a gennaio 2021, con la partecipazione di Andy Hull, la cantante ha pubblicato a maggio 2021, a sorpresa, un singolo inedito intitolato adagio con la partecipazione della Manchester Orchestra.
Nel 2021 insieme al suo padrino Macaulay Culkin si è unita al cast della decima stagione della serie televisiva American Horror Story.

## Controversie

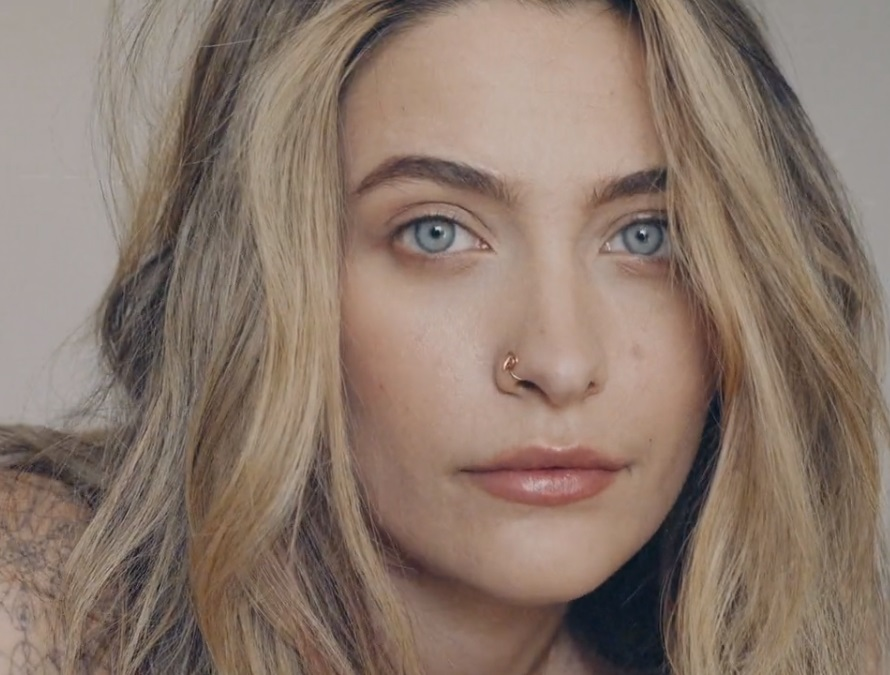
Paris Jackson

Paris ha affermato più volte di essere stata vittima di cyberbullismo e di crudeli commenti su internet. All'età di 15 anni ebbe alcuni problemi psicologici che la portarono, secondo alcuni tabloid, ad un «tentato suicidio» e ad essere mandata in una scuola terapeutica nello Utah, dove trascorse parte degli anni del liceo.
All'indomani della morte di Michael Jackson, l'attore britannico Mark Lester rilasciò un'intervista al tabloid britannico News of the World in cui affermava di essere stato uno dei donatori di sperma per Michael Jackson nel 1996 e di poter essere il padre biologico di Paris Jackson. Dichiarò anche che sarebbe stato disposto a fare un test di paternità per determinare se il padre biologico fosse effettivamente lui. Le sue affermazioni furono respinte dall'avvocato della famiglia di Michael Jackson, che le ritenne false.
Quando nel 2012 sua nonna Katherine sparì per 10 giorni, ufficialmente per recarsi in un centro benessere in Arizona, su consiglio medico, Paris accusò pubblicamente dalle sue pagine social alcuni membri della famiglia, in particolare lo zio Jermaine Jackson e la zia Rebbie Jackson, di aver rapito la donna. La polizia intervenne nel complesso dei Jackson dopo che alcuni membri della famiglia accusarono altri di aggressione.
Nel febbraio del 2019, quando le accuse di presunta pedofilia al padre sono tornate a essere motivo di discussione, si è diffusa in rete la voce che Paris avrebbe tentato di nuovo il suicidio a causa della pubblicazione di Leaving Neverland, ma la notizia è stata smentita da lei stessa sui siti Instagram e Twitter, mettendosi inoltre in prima linea per difendere il padre.

## Impegno sociale
Paris Jackson si è anche fatta notare per le molte cause umanitarie che ha sostenuto nel corso degli anni. Durante la consegna dei Grammy Awards 2017 e agli MTV Video Music Awards la Jackson ha parlato del Dakota Access Pipeline e di alcuni episodi di discriminazione razziale verificatisi a Charlottesville, in Virginia. Tiene molto a veicolare messaggi di body positivity, motivo per cui si sarebbe mostrata per questo motivo varie volte senza trucco sui red carpet o nelle sue dirette sui social. È una sostenitrice dei diritti LGBTQ+ e lei stessa si è dichiarata bisessuale. È anche un'ambasciatrice per l’Elizabeth Taylor AIDS Foundation, la fondazione benefica della sua defunta madrina, l'attrice Elizabeth Taylor, che lavora per aiutare a trovare una cura per l'HIV/AIDS e tentare di porre fine alla malattia.

## Filmografia parziale

### Cinema
- Truffatori in erba (Gringo), regia di Nash Edgerton (2018)
- The Space Between, regia di Rachel Winter (2021)
- Habit, regia di Janell Shirtcliff (2021)

### Televisione
- Star – serie TV, 4 episodi (2016-2017)
- Scream – serie TV, episodio 3x01 (2019)
- American Horror Stories – serie TV, episodi 1x01-1x02, 1x07 (2021)
- Sex Appeal, regia di Talia Osteen – film TV (2022)
- Sciame (Swarm) – serie TV, episodio 1x02 (2023)

### Videoclip
- She’s Tight degli Steel Panther (2016)
- I Dare You dei The xx (2017)
- Dragonfly dei Nahko and Medicine for the People (2017)
- Rescue Me dei Thirty Seconds to Mars (2018)
- Your Look (Glorious) dei The Soundflowers (2020)
- Let Down di Paris Jackson (2020)
- eyelids di Paris Jackson (2021)
- Low Key in Love dei The Struts (2021)
- lighthouse di Paris Jackson
- Ur a Stranger di Willow Smith (2023)

### Programmi televisivi
- Living with Michael Jackson (2003)
- Michael Jackson's Private Home Movies (2003)
- Michael Jackson Memorial Service (2009)
- 52nd Annual Grammy Awards (2010)
- The Oprah Winfrey Show (2010)
- The X Factor (ospite) (2011)
- The Ellen DeGeneres Show, episodio 09x68 (2011)[39][40]
- Oprah's Next Chapter (2012)
- GLAAD Media Awards 2017 (2017)
- 59nd Annual Grammy Awards (2017)
- The Tonight Show Starring Jimmy Fallon (2017 e 2022)
- MTV Video Music Awards 2017 (2017)
- Unfiltered: Paris Jackson and Gabriel Glenn - reality (Facebook Watch, 2020)
- Jimmy Kimmel Live! (2020)
- 75th Tony Awards (2022)

## Discografia

### Album in studio
- 2020 - wilted

### EP
- 2020 - The Soundflowers (con il gruppo The Soundflowers)
- 2022 – the lost ep

### Singoli
come artista principale
- 2020 - Your Look (Glorious) (con il gruppo The Soundflowers)
- 2020 - let down
- 2021 - eyelids
- 2021 - adagio
- 2022 – lighthouse
- 2022 – just you
- 2023 – bandaid
- 2023 – hit your knees

Per una scelta stilistica dell'artista, tutti i titoli delle sue canzoni, album ed EP da solista sono scritti con le lettere iniziali in minuscolo.
come artista ospite
- 2019 – Running For So Long (House A Home) (con Parker Ainsworth,Butch Walker e Jessie Payo)
- 2021 – Low Key In Love (con i The Struts)
- 2023 – Blue Moon (con Steinza)
- 2024 – Too irie pt. 2  (con Wett Brain e Steven Moses)

## Doppiatrici italiane
Nelle versioni in italiano dei suoi film, Paris Jackson è stata doppiata da:
- Rossa Caputo in Star, Doctor Odyssey
- Deborah Morese in Truffatori in erba
- Lavinia Paladino in American Horror Stories